# Balmoral Hotel
L'Hôtel Balmoral (en anglais: Balmoral Hotel) est un palace cinq étoiles et une icône à Édimbourg, en Écosse, connu sous le nom de North British Hotel jusqu'à la fin des années 1980. Il se trouve idéalement placé au cœur même de la ville, à l'extrémité de Princes Street, la principale rue commerçante d'Édimbourg, à la jonction entre l'Old Town et la New Town. 

## Histoire
L'hôtel a été inauguré en 1902. Il a été dessiné par l'architecte W. Hamilton Beattie en pur style victorien. Depuis l'origine il est toujours resté un hôtel. Pendant la plus grande partie du XXe siècle, il était connu simplement sous les initiales de NB (North British). L'hôtel est aussi célèbre car c'est ici que l'écrivaine J. K. Rowling a terminé d'écrire le dernier livre de la saga littéraire Harry Potter en 2007.
À la suite d'une prise de contrôle hostile de Forte Group en 1996 par Granada plc, le Balmoral a été mis en vente par ses nouveaux propriétaires et est devenu le premier hôtel acheté par la nouvelle société Rocco Forte Hotels créée par Sir Rocco Forte en 1997, à la suite de la prise de contrôle de leur ancienne entreprise par Granada plc, rachetant ainsi l'un des hôtels de Forte Group.

## Hôtel
L'édifice est un des plus beaux de la ville, dominant New Town à l'extrémité de North Bridge. À l'intérieur, 188 chambres doubles offrent la quintessence du chic British. Il compte un spa, une salle de sport, une piscine, un sauna, deux restaurants, une tea room et deux bars. 

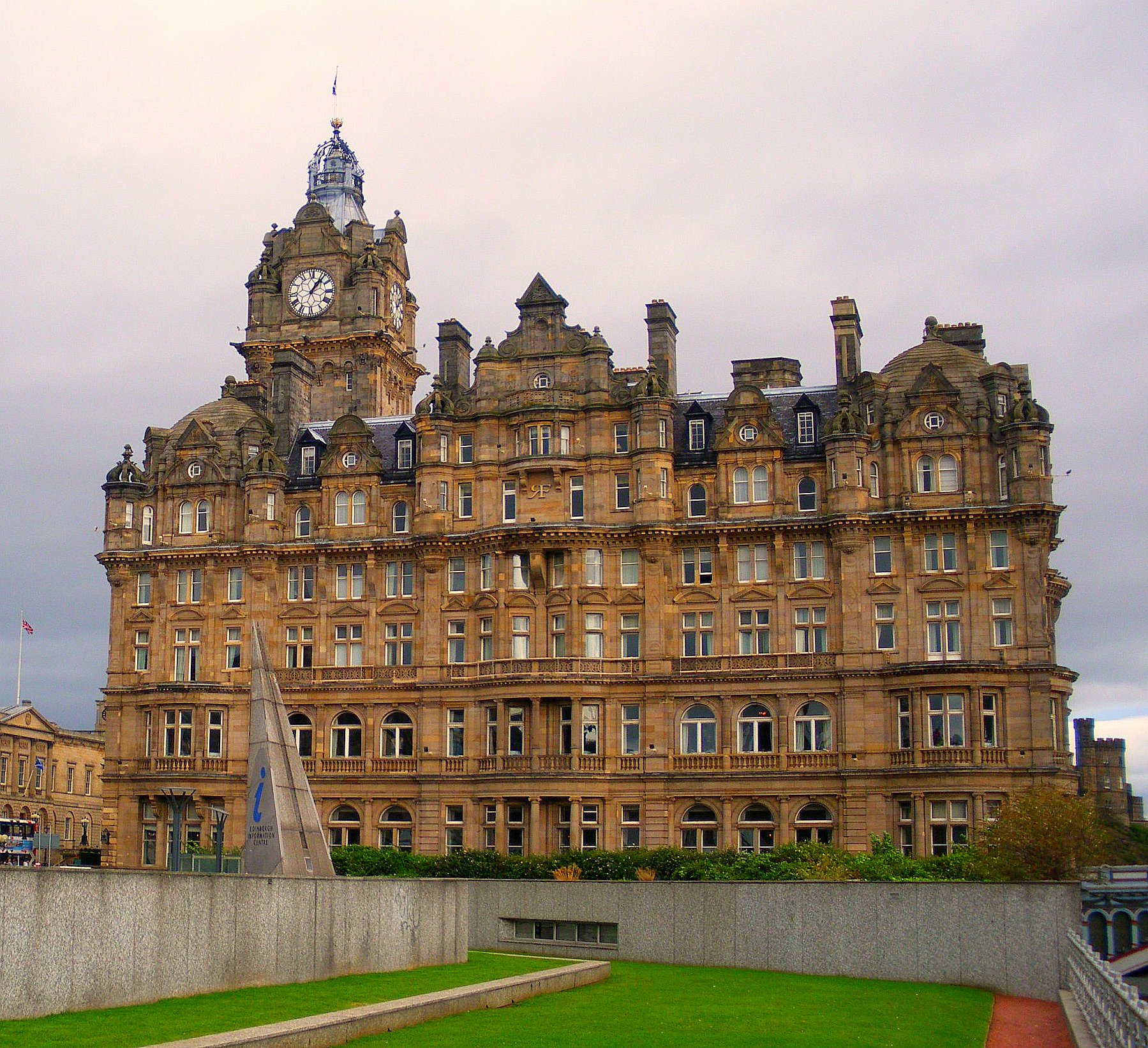
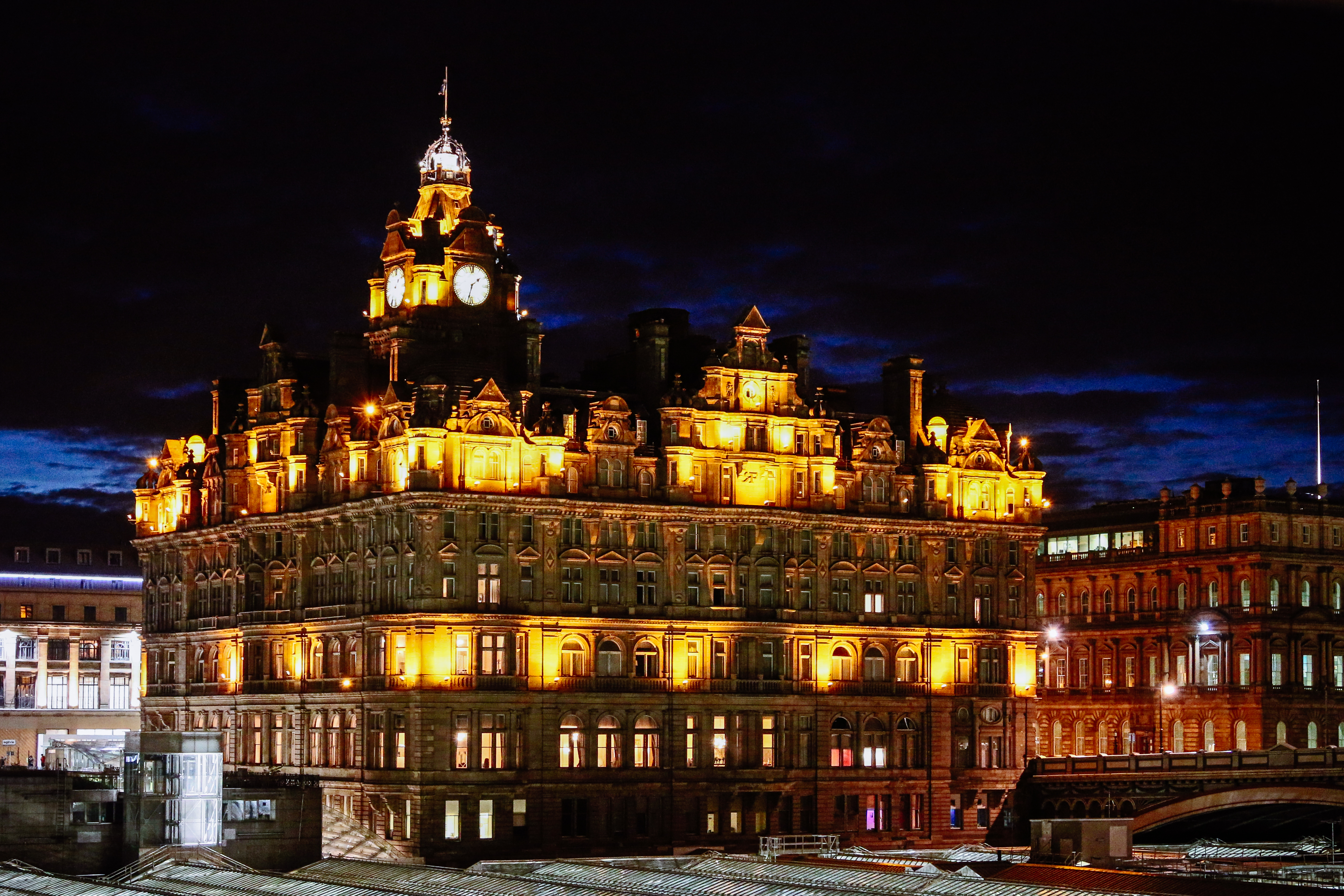
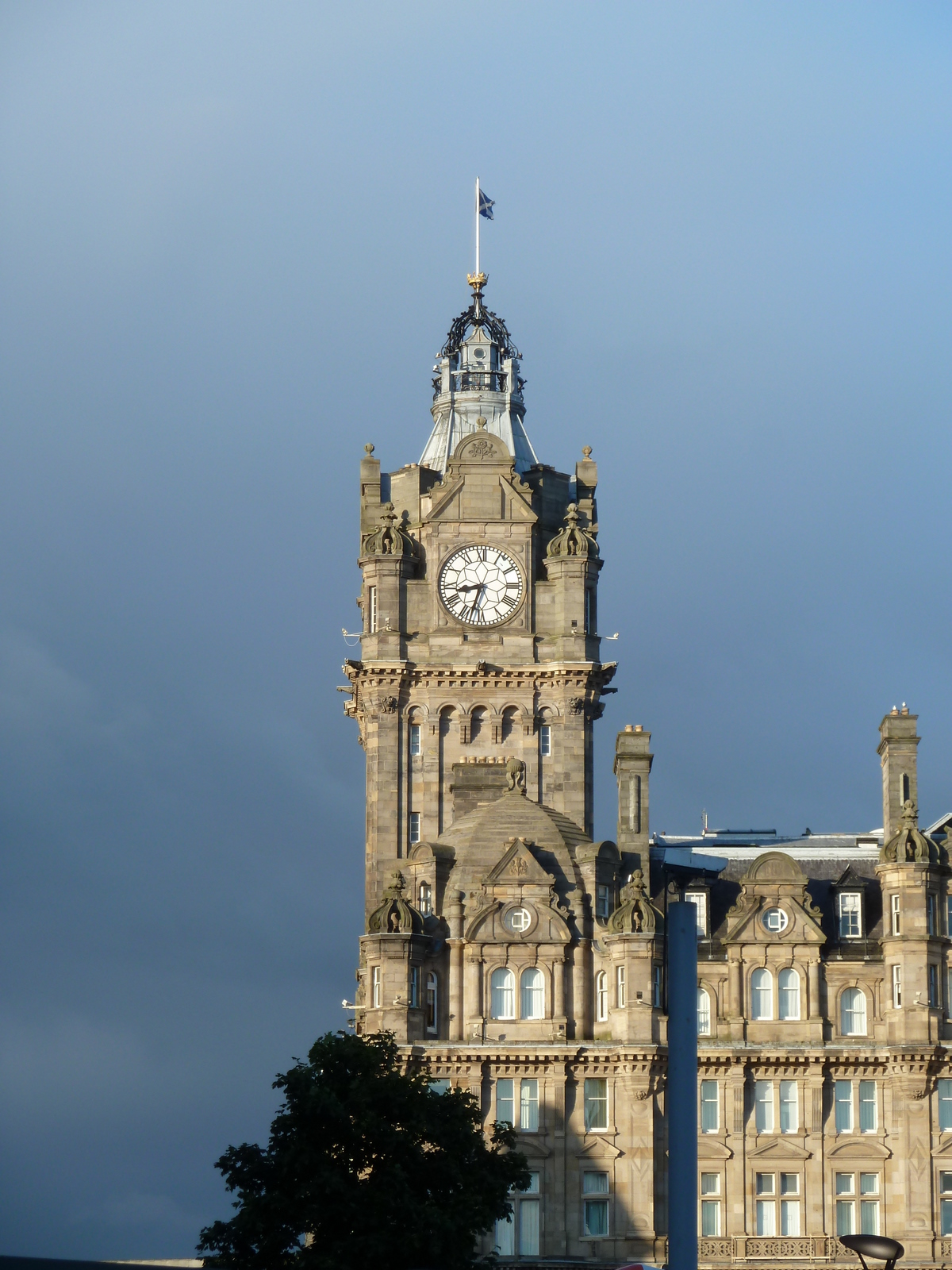
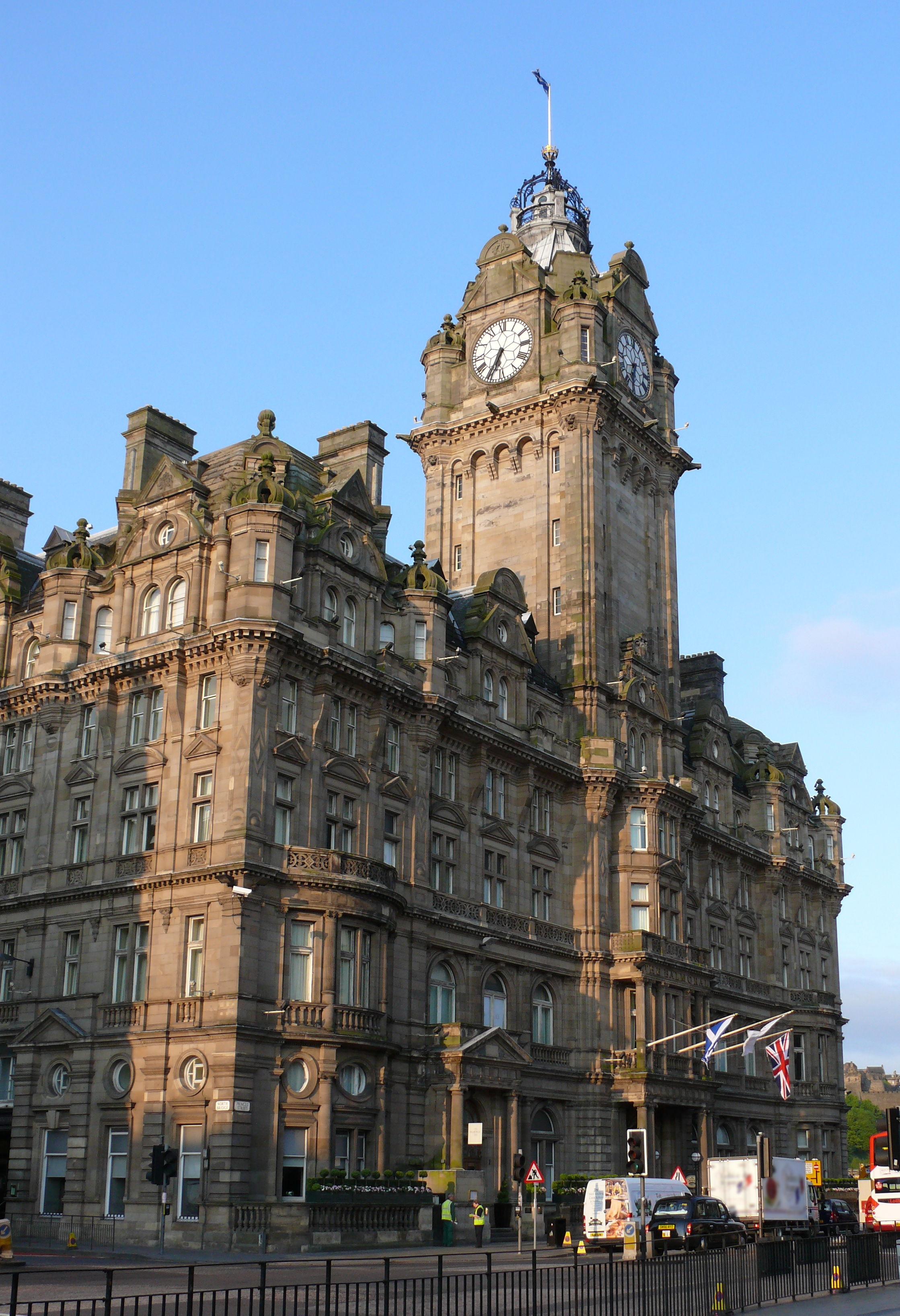